# Jiyu Hu
Jiyu Hu är en sjö i Kina. Den ligger i provinsen Jiangxi, i den sydöstra delen av landet, omkring 48 kilometer öster om provinshuvudstaden Nanchang. Arean är 0,88 kvadratkilometer. Den ligger vid sjön Zhouhu Ling Kou. Trakten runt Jiyu Hu består till största delen av jordbruksmark. Den sträcker sig 0,9 kilometer i nord-sydlig riktning, och 1,7 kilometer i öst-västlig riktning.
Genomsnittlig årsnederbörd är 2 373 millimeter. Den regnigaste månaden är juni, med i genomsnitt 357 mm nederbörd, och den torraste är oktober, med 36 mm nederbörd.